# Gallows Point
Der Gallows Point (englisch für Galgenspitze) ist die nördlichere zweier niedriger, parallel verlaufender Landspitzen, die den nordwestlichen Ausläufer der Gammainsel in der Gruppe der Melchior-Inseln markieren.
Vermutlich erhielt die Landspitze ihren Namen durch Wissenschaftler der britischen Discovery Investigations, die 1927 eine Vermessung vornahmen. Weitere Vermessung folgten 1942, 1943 und 1948 bei argentinischen Antarktisexpeditionen. Der Benennungshintergrund ist nicht überliefert.